# فرودگاه تک‌بنده للیگبرتته
فرودگاه تک‌بنده للیگبرتته (به انگلیسی: Lelygebergte Airstrip) یک فرودگاه همگانی است . این فرودگاه در کشور سورینام قرار دارد .